# Сквер Чингиза Айтматова (Санкт-Петербург)
Сквер Чинги́за Айтма́това — сквер в Калининском районе Санкт-Петербурга. Расположен на углу улиц Руставели и Карпинского перед домом № 33 корпус 1 по улице Карпинского.

## История
Название скверу было присвоено 1 марта 2013 года в честь киргизского писателя Ч. Т. Айтматова.
В сквере высажены саженцы, переданные в дар Санкт-Петербургу мэрией Бишкека в знак дружественных отношений в ходе визита губернатора Санкт-Петербурга Г. С. Полтавченко в Киргизскую республику в октябре 2012 года.